# Střela (râu)
Střela este un râu din Cehia, un afluent de stânga al râului Berounka. Curge prin regiunile Karlovy Vary și Boemia Centrală. Are o lungime de 101,6 kilometri (63,1 mi), al 22-lea cel mai lung râu din Cehia. Bazinul său hidrografic are o suprafață de 921,9 kilometri pătrați (355,9 mi2).

## Etimologie
Numele său în limba cehă se traduce ca „rachetă” și se referă la cursul său rapid.
Râul a mai fost denumit cândva Lososnice (derivat din losos, adică „somon”).

## Caracteristici

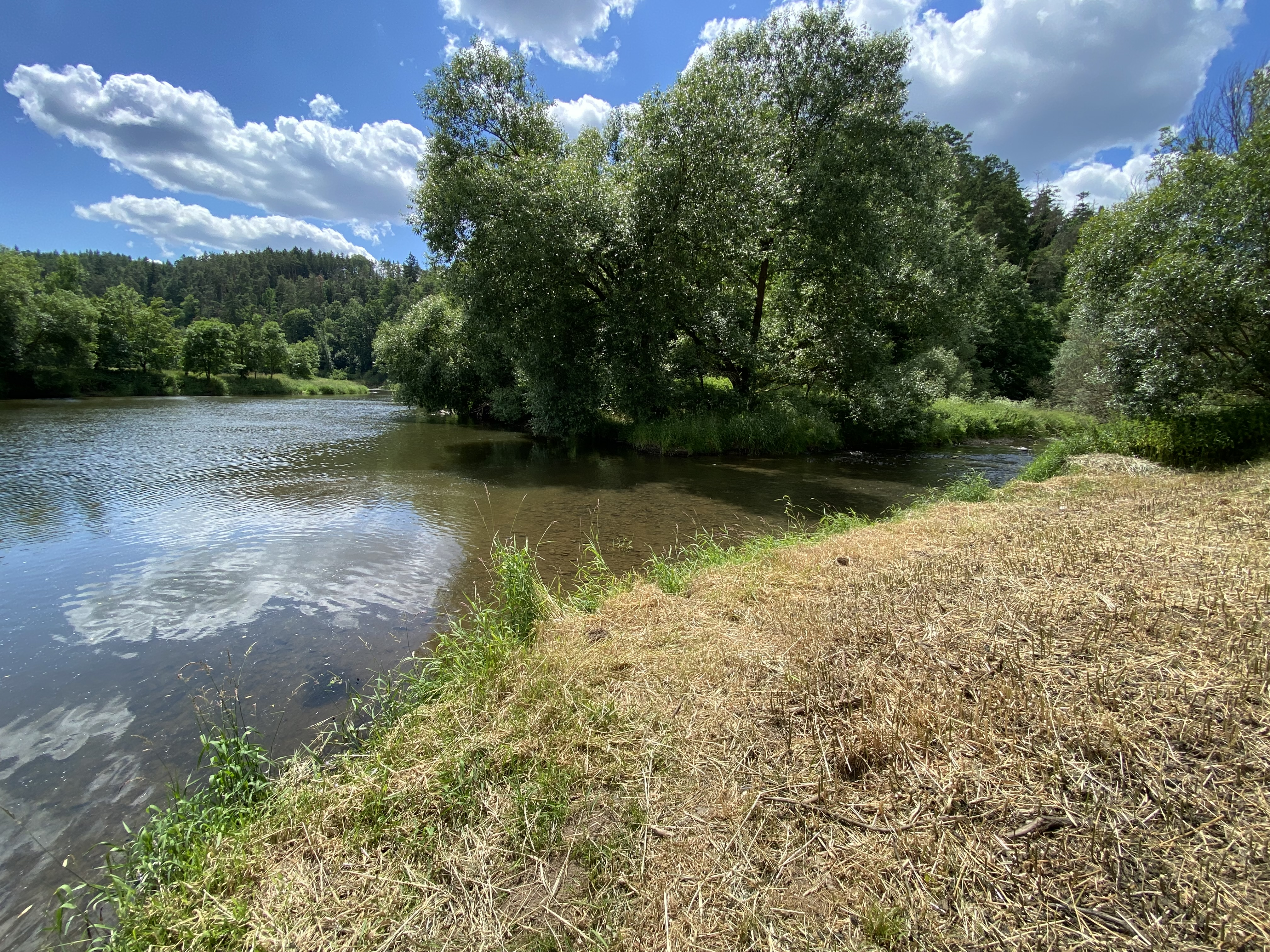
Confluența cu râul Berounka

Střela își are izvorul pe teritoriul comunei Toužim⁠(d) din Munții Teplá, la o altitudine de 674 m (2.211 ft) și curge către Liblín⁠(d), unde se varsă în râul Berounka la o altitudine de 269 m (883 ft). Are o lungime de 101,6 kilometri (63,1 mi), al 22-lea cel mai lung râu din Cehia. Bazinul său hidrografic are o suprafață de 921,9 kilometri pătrați (355,9 mi2).
Afluenții lui Střela nu includ râuri semnificative, doar pâraie mai mici. Cei mai lungi afluenți ai lui Střela sunt:
| Nume afluent     | Lungime (km) | Afluent de |
| ---------------- | ------------ | ---------- |
| Manětínský potok | 22,5         | dreapta    |
| Kralovický potok | 21,8         | stânga     |
| Velká Trasovka   | 20,7         | stânga     |
| Ratibořský potok | 17           | stânga     |
| Mladotický potok | 16,2         | stânga     |

## Așezări
Nu există așezări semnificative de-a lungul râului Střela. Cea mai populată așezare este orașul Toužim⁠(d), de unde își are izvorul. Râul curge în continuare prin teritoriile comunelor Útvina⁠(d), Bochov⁠(d), Štědrá⁠(d), Žlutice⁠(d), Chyše⁠(d), Manětín⁠(d), Štichovice⁠(d), Mladotice⁠(d), Pláně⁠(d), Plasy⁠(d), Obora⁠(d), Koryta⁠(d), Dolní Hradiště⁠(d), Kozojedy⁠(d) și Liblín⁠(d).

## Corpuri de apă
În zona bazinului său hidrografic se găsesc 96 de corpuri de apă mai mari de 1 ha.
Cel mai mare corp de apă este rezervorul Žlutice, cu o suprafață de 142 ha (350 acri), construit direct pe râul Střela.
Pe cursul superior al râului se află un sistem de iazuri cu pești.

## Faună
Speciile de animale care sunt pe cale de dispariție în Cehia și care trăiesc în sau în apropierea râului includ Lampetra planeri, racul-de-râu european și brebul eurasiatic.

## Turism
Râul Střela este potrivit pentru turismul fluvial, dar numai după ploi abundente, topirea zăpezii sau când apa este eliberată din rezervorul Žlutice.